# 川越あすか
川越 あすか（かわごえ あすか、1993年6月21日 - ）は、日本のグラビアアイドル。ミスアクション2014候補生。身長161cm。2014年7月10日までは風香（ふうか）と名乗っていた。出身地は京都府、埼玉県。
趣味はダンス、ゲーム、美容研究。特技はピアノ、ダンス、走ること、ジャンプ。